# Argenton-les-Vallées
Pour les articles homonymes, voir Argenton.
Argenton-les-Vallées est une ancienne commune du Sud-Ouest de la France, située dans le département des Deux-Sèvres en région Nouvelle-Aquitaine, devenue le 1er janvier 2016 une commune déléguée au sein de la commune nouvelle d'Argentonnay.
Elle a été créée le 1er septembre 2006 par regroupement des anciennes communes d'Argenton-Château, de Boësse et de Sanzay.

## Géographie

### Localisation
La commune d’Argenton-les-Vallées se situe au centre d'un triangle formé par les trois villes de Bressuire, Thouars et Vihiers, à l'extrême nord du département des Deux-Sèvres, dix kilomètres au sud du Maine-et-Loire.
Nouvelle commune créée en 2006 par la fusion des trois anciennes communes de Boësse, Sanzay et Argenton-Château, elle est limitée au nord par l'Ouère et à l'est par la Madoire, deux affluents de l'Argenton qui traverse le territoire communal du sud-ouest au nord-est. Argenton-les-Vallées s'étend sur 29,06 km2 alors qu'auparavant, la superficie d'Argenton-Château ne représentait que 1,05 km2.
Son altitude minimale, 70 mètres, se situe à l'extrême nord-est, là où l'Argenton reçoit la Madoire et quitte le territoire communal pour servir de limite entre Le Breuil-sous-Argenton et Moutiers-sous-Argenton. Le point culminant, 139 mètres, se trouve au sud-est, en bordure de la route départementale 748, entre Glénay et la Maison Neuve.
Le bourg d'Argenton-Château, à l'intersection des routes départementales 748 (l'ancienne route nationale 748)  et 759 (l'ancienne route nationale 759), est implanté sur un promontoire qui surplombe l'Ouère au nord et l'Argenton au sud, les deux cours d'eau confluant à l'est. Il se situe, en distances orthodromiques, 14 kilomètres à l'ouest de Thouars et autant au nord de Bressuire.
La commune est également desservie par les routes départementales 146, 148, 150, 154 et 164.

### Communes limitrophes
| Saint-Maurice-la-Fougereuse | Le Breuil-sous-Argenton |                        |
| Étusson                     | Argenton-les-Vallées    | Moutiers-sous-Argenton |
| Saint-Clémentin             | La Coudre               | Bressuire              |

## Toponymie
Du mot gaulois argento « argent » (le métal ou la couleur), accompagné du mot gaulois magos. Le mot gaulois magos a d'abord désigné un simple champ, puis un champ de foire, un marché et enfin le village ou la ville qui se développe autour de ce marché.
L'arrêté prononçant la fusion des communes indiquait que la nouvelle commune serait dénommée Argenton-les-Vallées, avec des traits d'union conformément à l'usage typographique. Un rectificatif ultérieur a spécifié que le nouveau nom devrait s'écrire Argenton les Vallées sans traits d'union, mais la prise en compte de ce second texte a été omise dans les dernières mises à jour du code officiel géographique de l'Insee. Cette seconde orthographe n'a donc jusqu'à présent pas été officialisée dans les nomenclatures de référence de l'Insee.

## Histoire
Au XVe siècle, la seigneurie de Pouzauges était rattachée à la vicomté de Thouars qui appartenait à la famille d'Amboise.
La commune a été créée le 1er septembre 2006 par la fusion des anciennes communes d'Argenton-Château, Boësse et Sanzay.
On y trouve encore les restes du château où vécut et mourut en 1511 Philippe de Commynes, et où séjourna Louis XI en novembre ainsi que décembre 1481. Le roi y arriva au moins le dimanche 4 novembre et quitta le château le vendredi 21 ou le samedi 22 décembre.

## Politique et administration

### Administration municipale
En janvier 2016, Argenton-les-Vallées devient commune déléguée de la commune nouvelle d'Argentonnay.
Argentonnay regroupe 6 communes déléguées (Argenton-les-Vallées, La Chapelle, La Coudre, Le Breuil-sous-Argenton, Moutiers-sous-Argenton et Ulcot).

### Liste des maires
| Période                                  | Période       | Identité          | Étiquette | Qualité |
| ---------------------------------------- | ------------- | ----------------- | --------- | ------- |
| Les données manquantes sont à compléter. |               |                   |           |         |
| 2006                                     | 2008          | Colette Bitton    |           |         |
| mars 2008                                | 2014          | Gérard Bonnin     |           |         |
| mars 2014                                | décembre 2015 | Gaëtan de Trogoff |           |         |

| Période                                  | Période  | Identité          | Étiquette | Qualité |
| ---------------------------------------- | -------- | ----------------- | --------- | ------- |
| Les données manquantes sont à compléter. |          |                   |           |         |
| septembre 2016                           | mai 2020 | Gaëtan de Trogoff |           |         |
| mai 2020                                 | en cours | Armelle Cassin    | LR        |         |

## Population et société

### Démographie
Jusqu'en 2005, Argenton-Château, Boësse et Sanzay étaient trois communes distinctes.
En 2006, Argenton-les-Vallées regroupe les trois anciennes communes.
À partir du XXIe siècle, les recensements réels des communes de moins de 10 000 habitants ont lieu tous les cinq ans. Pour Argenton-les-Vallées, cela correspond à 2006, 2011, etc. Les autres dates de « recensements » (2009, etc.) sont des estimations légales.
| 2006  | 2009  | - | - | - | - | - | - | - |
| ----- | ----- | - | - | - | - | - | - | - |
| 1 592 | 1 588 | - | - | - | - | - | - | - |

### Vie locale
L'association « La Colporteuse » est impliquée sur le territoire de l'Argentonais et notamment au sein du château de Sanzay. Elle réalise de nombreuses animations aux objectifs divers (chantiers de restauration participatifs ou internationaux, colportages itinérants, animations socio-culturelles, jardins participatifs...).

## Économie
L'une des cinq usines françaises du fabricant de produits en matériaux de synthèse Nicoll est implantée à Argenton-les-Vallées. Situé route de Nueil-les-Aubiers, ce site industriel était auparavant (depuis 1971) celui de la Société nouvelle d'Argenton-Château (Sonac), entreprise qui a rejoint le groupe Nicoll en 2012 . 

## Culture locale et patrimoine

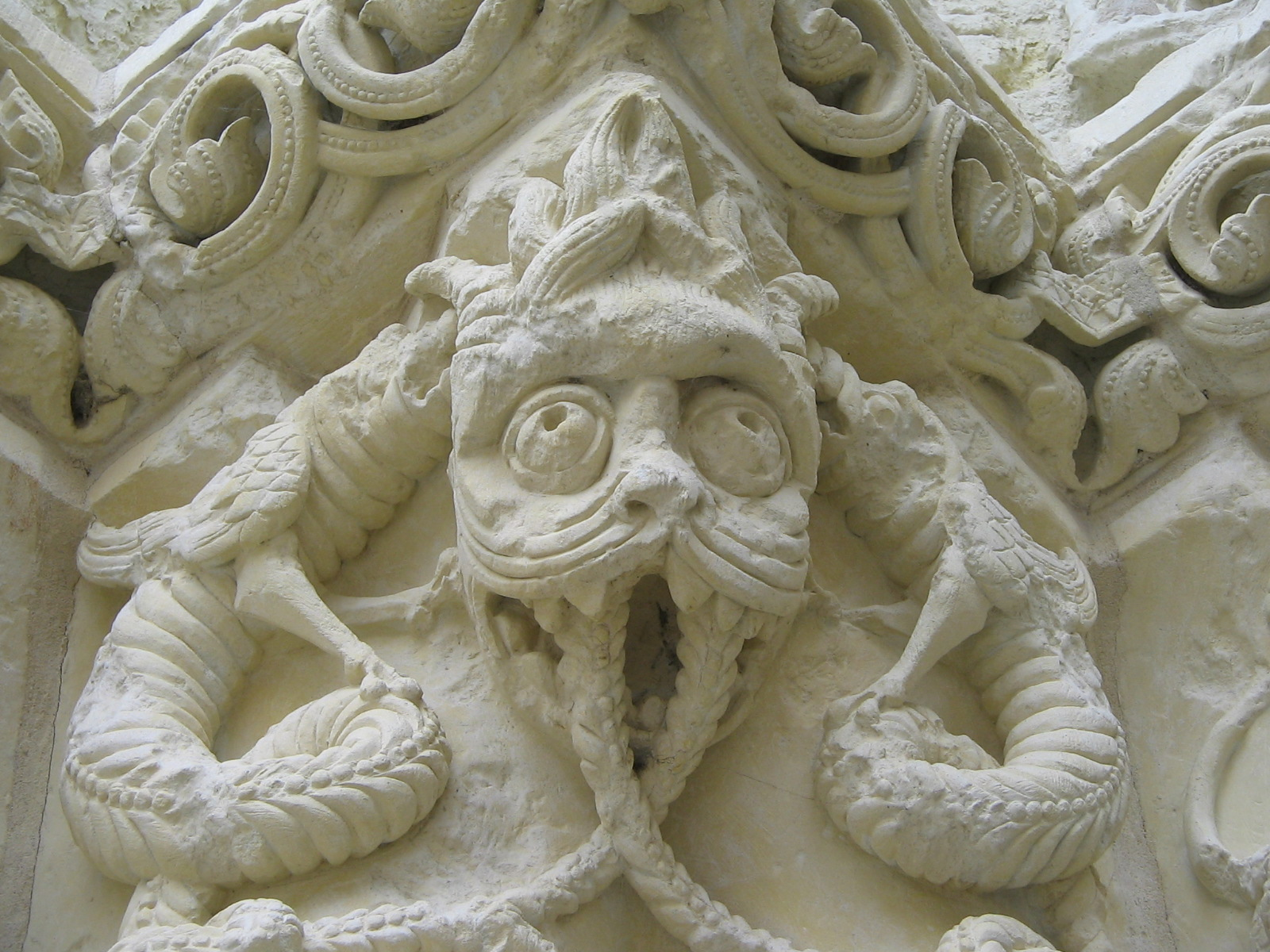
Un détail de l'église d'Argenton-les-Vallées en avril 2011.

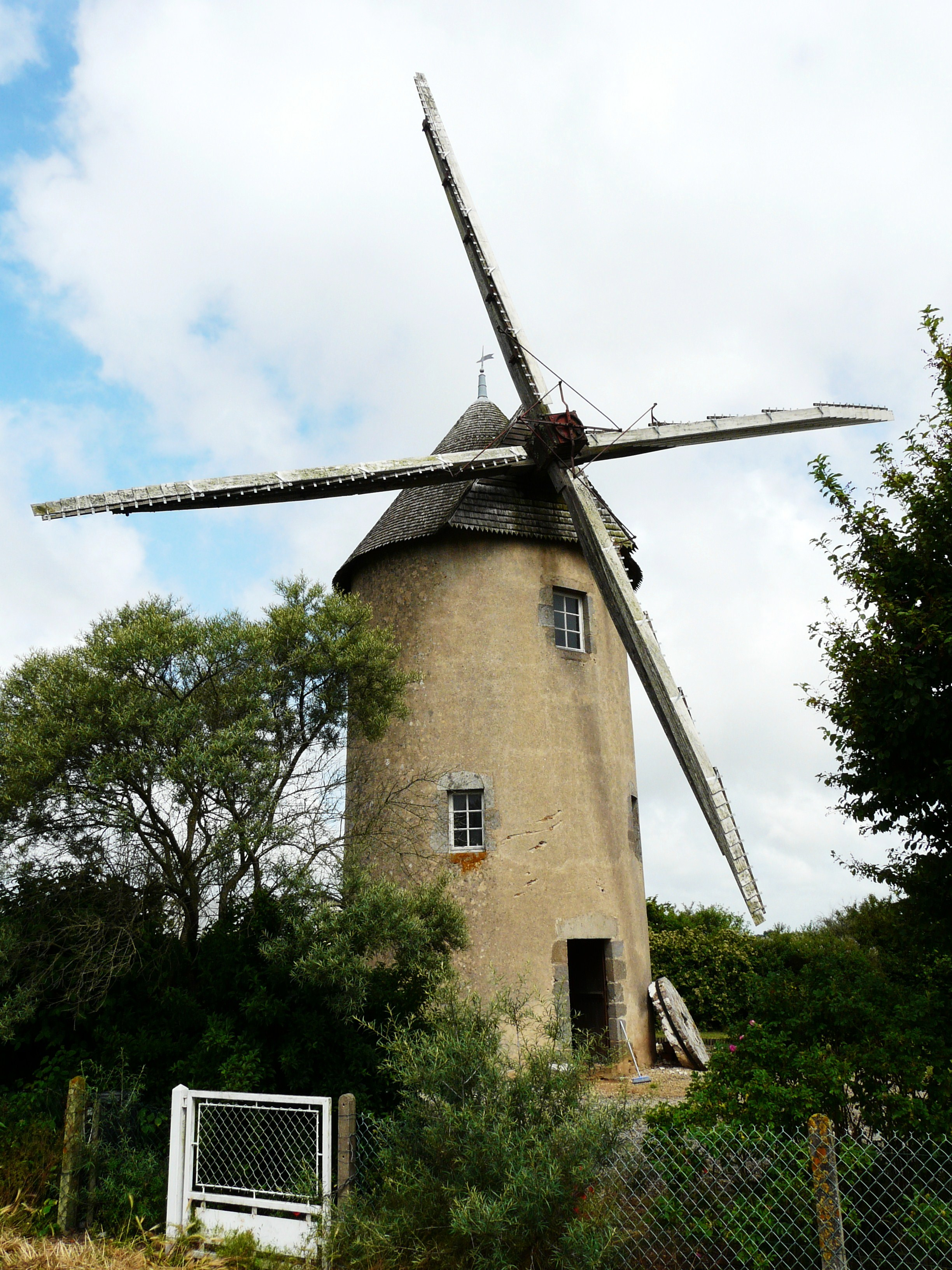
Moulin à vent en bordure de la RD 759.

### Lieux et monuments
- Les ruines du château de Sanzay du XIIIe siècle, inscrit aux monuments historiques depuis 1930[11]. Acquis par une association qui permit la fusion des différentes propriétés en une seule, le château de Sanzay a fait l'objet d'un important travail de recherches archéologiques dans les douves de 1998 à 2003 et de restauration du donjon.
- L'ancien pont Cadoret, inscrit depuis 1931[12].
- L'église Saint-Gilles dont le portail est classé monument historique depuis 1907[13].
- L'église Saint-Jouin de Boësse, attestée dès le XIe siècle, et reconstruite au XIXe siècle[14].
- Les deux chapelles (Saint-Georges) de l'ancien château d'Argenton-Château sont également classées Monument historique (France) depuis 1929[15].
- Un moulin à vent, le long de la route départementale 759, en direction des Aubiers.

### Personnalités liées à la commune
- Bernadette Lafont (1938-2013), actrice française, et son conjoint le peintre Pierre de Chevilly y possédaient une maison[16].
- Robert Bordaz, (1908-1996), haut fonctionnaire français est né à Argenton-Château.

### Héraldique
| Blason | Blasonnement : D'or aux trois tourteaux de gueules, accompagnés de sept croisettes recroisetées d'azur, ordonnées trois en chef, une entre deux tourteaux, deux de part et d'autre du troisième et une en pointe. |